# 파푸 고메스
알레한드로 다리오 "파푸" 고메스 비야베르데(스페인어: Alejandro Darío "Papu" Gómez Villaverde, 1988년 2월 15일~)는 아르헨티나의 축구 선수로 현재 이탈리아 세리에 B의 파도바에서 미드필더로 뛰고 있다.

## 선수 경력

### 클럽
2005년 아르세날 FC 소속으로 프로에 입문하여 2009년까지 100경기 16골을 기록하면서 2007년 코파 수다메리카나 우승, 2008년 수라가뱅크 챔피언십 우승 등의 주역으로 맹활약했고 그 후 2009년 CA 산로렌소로 이적해 2010년까지 58경기 9골을 기록했다.
2009-10 시즌을 마치고 약 40억원의 이적료에 이탈리아 세리에 A의 칼초 카타니아로 이적한 고메스는 이적 후 2012-13 시즌까지 111경기 18골을 터뜨리며 세리에 A 2012-13 8위, 코파 이탈리아 2012-13 8강 진출에 기여하는 등 카타니아의 주전 미드필더로 활약했으며 이러한 활약에 힘입어 2013년 8월 2일 약 94억원의 이적료를 받고 우크라이나 프리미어리그의 메탈리스트 하르키우와 입단 계약을 체결한 후 24경기 4골을 기록하며 팀의 리그 3위의 호성적에 기여했다.
그 뒤 2014년 9월 1일 아탈란타 BC 이적을 통해 다시 이탈리아 무대로 복귀하여 2020-21 시즌까지 7시즌동안 아탈란타의 주전 미드필더로 252경기 59골을 기록하며 세리에 A 2016-17 4위, 코파 이탈리아 2017-18 4강, 세리에 A 2018-19 3위, 코파 이탈리아 2018-19 준우승, 세리에 A 2019-20 3위, 2019-20년 UEFA 챔피언스리그 8강, 코파 이탈리아 2020-21 준우승 등의 성과를 거두었고 이 뿐만 아니라 세리에 A 어시스트상 2회(2018-19, 2019-20), 세리에 A 이달의 MVP 2회(2020년 6월, 9월), 2019-20 세리에 A 베스트 미드필더, 2019-20년 UEFA 챔피언스리그 드림팀, 2019-20 세리에 A 올해의 팀에 선정되는 기염을 토했다.
이후 2021년 1월 26일 스페인 프리메라리가의 세비야 FC로 이적하여 라리가 2020-21 4위, 2020-21 코파 델 레이 4강 등에 기여했다.
2023년 10월 20일, 몬차는 고메스가 도핑 테스트에서 적발되어 2년 출전 정지 처분이 내려졌다고 밝혔다. 과거 세비야에서 활약하던 2022년 10월에 터부탈린이라는 약물을 복용한것이 원인이었다.

### 국가대표팀
아르헨티나 U-20 대표팀 소속으로 2007년 남미 U-20 축구 선수권 대회 준우승, 2007년 FIFA U-20 월드컵 우승의 주역으로 맹활약한 고메스는 2017년 6월 9일 호주 멜번 크리켓 그라운드에서 열린 라이벌 브라질과의 수페르클라시코 데 라스 아메리카스 경기에서 아르헨티나 성인대표팀 소속으로 국제 A매치 데뷔전을 치렀고 이후 6월 17일 열린 싱가포르와의 친선 경기에서 A매치 데뷔골을 신고하며 팀의 6-0 대승에 일조했다.
이후 2021년 코파 아메리카 출전 엔트리에 합류하여 대회 2경기에서 2골을 기록하며 1993년 코파 아메리카 우승 이후 아르헨티나의 28년만의 메이저 대회 우승에 일조했으며 현재까지 A매치 통산 7경기 3골을 기록 중이다.

## 수상

### 클럽
아르세날 FC
- 코파 수다메리카나 : 우승 (2007)
- J리그컵 / 코파 수다메리카나 챔피언십 : 우승 (2008)

 FC 메탈리스트 하르키우
- 우크라이나 프리미어리그 : 3위 (2013-14)

 아탈란타 BC
- 세리에 A : 3위 (2018-19, 2019-20), 4위 (2016-17)
- 코파 이탈리아 : 준우승 (2018-19, 2020-21), 4강 (2017-18)

 세비야 FC
- 프리메라리가 : 4위 (2020-21)
- 코파 델 레이 : 4강 (2020-21)

### 국가대표팀
아르헨티나 U-20
- CONMEBOL U-20 축구 선수권 대회 : 준우승 (2007)
- FIFA U-20 월드컵 : 우승 (2007)

 아르헨티나
- FIFA 월드컵 : 우승 (2022)
- 코파 아메리카 : 우승 (2021)

### 개인
- 세리에 A 어시스트상 : 2018-19, 2019-20
- 세리에 A 이달의 MVP : 2020년 6월, 2020년 9월
- 세리에 A 베스트 미드필더 : 2019-20
- UEFA 챔피언스리그 드림팀 : 2019-20